# ژیانگیاین
ژیانگیاین (به لاتین: Jiangyin) یک county-level city در جمهوری خلق چین است که در ووشی واقع شده‌است.

## خصوصیات
ژیانگیاین ۹۸۷٫۵۳ کیلومترمربع مساحت و ۱٬۵۹۵٬۱۳۸ نفر جمعیت دارد.

## خواهرخوانده
شهر تورتونا خواهرخواندهٔ ژیانگیاین هست.